# Turdus viscivorus

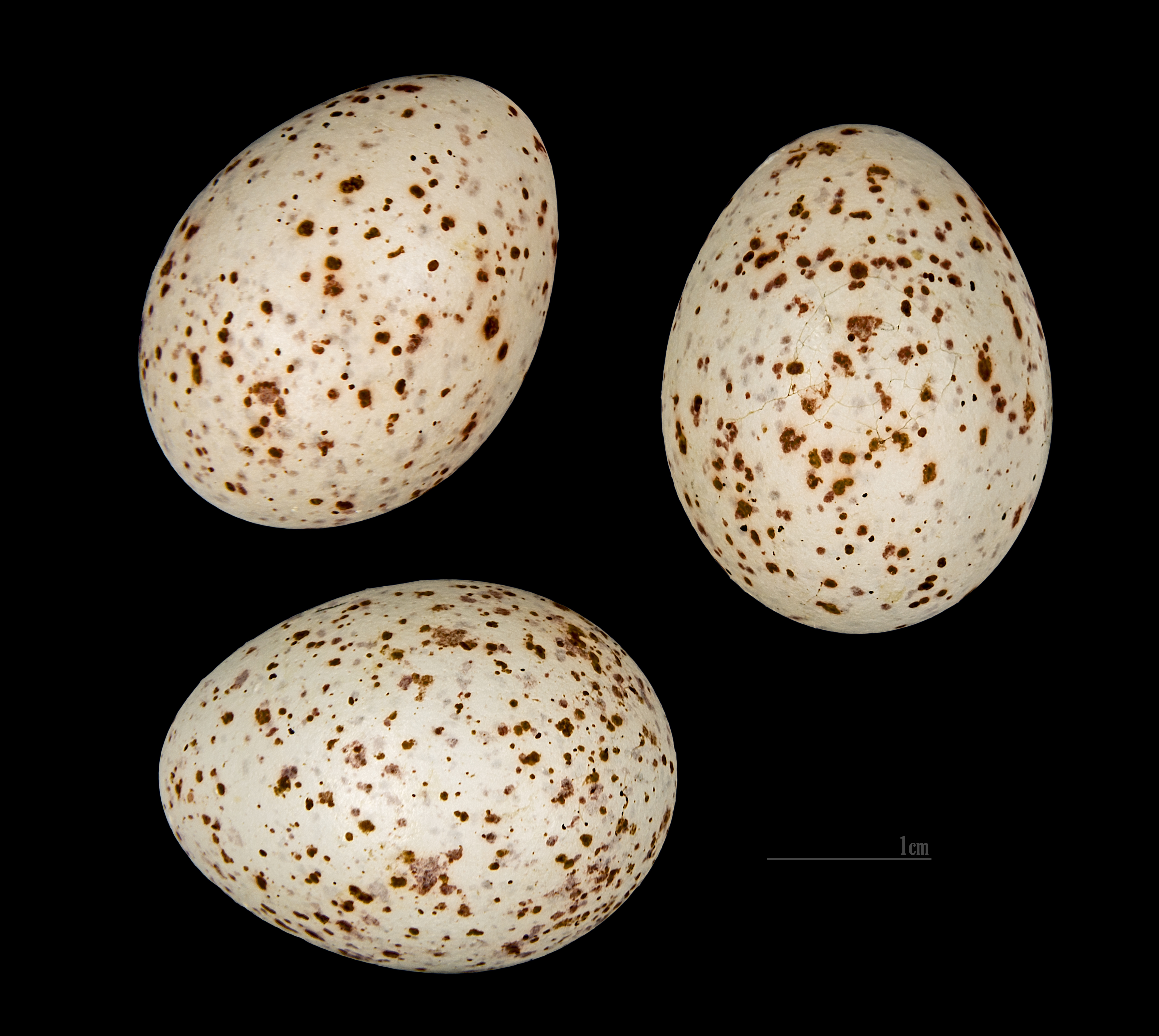
Turdus viscivorus MHNT

A tordoveia ou tordeia (Turdus viscivorus) é a maior das espécies do género Turdus, com cerca de 26 cm. A parte superior do corpo é de cor cinzenta-acastanhada, o peito é claro com pequenas manchas castanhas escuras arredondadas e bem evidentes; em voo vê-se a parte inferior das asas de cor branca.
A tordoveia alimenta-se de caracóis, vermes, minhocas, insectos e bagas.

## Subespécies
- Turdus viscivorus viscivorus'
- Turdus viscivorus deichleri
- Turdus viscivorus bonapartei